# 趙世雄
趙 世雄（チョ・セウン、朝鮮語: 조세웅、1928年 - 1998年12月15日）は、朝鮮民主主義人民共和国の政治家。副総理（代不明）、第5・7・8・9・10期最高人民会議代議員。

## 経歴
日本統治時代の平安北道出身。金策工業大学（現・金策工業総合大学）卒。1971年12月より朝鮮労働党中央委員会副部長、1972年8月よりキヤントラクター工場労働党委員会責任秘書、1972年12月の第5期代議員選挙において第5期代議員に選出され、1974年2月より党中央委員会組織指導部副部長、1977年1月より党中央委員会秘書、1980年3月より副総理などを務めた。1982年12月より咸鏡北道党責任秘書を務め、1989年10月より平安北道党責任秘書を務めていたが、1991年10月ごろ、新義州市の中央広場に設置されていた金日成の銅像の腕が切断され、丹東市で見つかるという事件が発生したことにより退任させられたとされる。
1998年に持病により死去。享年71。